# 토도르페터르
페터르 4세(불가리아어: Петър IV)는 불가리아 제2제국의 차르(재임: 1185년 ~ 1197년)이다. 그의 동생 아센과 함께 비잔티움 제국의 약 170년 간의 지배에서 불가리아를 해방시켰다.

## 이름
1185년 황제가 되기 이전 이름은 토도르페터르(Теодор-Петър)였다. 이름을 바꾼 이유는 불가리아 제1제국의 황제였던 페터르 1세와의 연결을 통해 정통성을 확보하려는 시도였고, 페터르 1세의 이름은 1040년과 1072년 비잔티움 제국에 대한 봉기에서도 사용되었다.

## 혁명의 지도자
1185년 토도르와 그의 동생 아센은 비잔티움 제국의 황제 이사키오스 2세에게 킵셀라 지역의 프로노이아를 요구하였으나 그 요구는 묵살당하였고 아센은 황제에게 뺨을 맞았다. 모욕당한 형제는 모에시아의 집으로 돌아와 시칠리아와의 전쟁과 이사키오스 2세의 결혼으로 인한 무거운 세금에 대한 불만을 이용하여 비잔티움 제국의 지배에 대한 반란을 일으켰다.
반란군은 제 1차 불가리아 제국의 고도였던 프레슬라프를 점령하는데는 실패하였지만, 반란의 중심지였던 터르노보에 새로운 도읍을 정하였다. 1186년 반란군은 패배하였지만, 이사키오스 2세는 그의 승리를 이용하지 못하고 콘스탄티노폴리스로 돌아갔다. 도나우강 이북의 쿠만족의 도움을 받아서 페터르와 아센은 그들의 세력을 회복하여 트라키아를 공격하였다. 1187년 이사키오스 2세가 모에시아에서 터르노보와 로베치를 함락하지 못하였고, 그는 제 2차 불가리아 제국의 성립을 인정하는 화약을 맺어야 했다.

## 불가리아의 황제
제3차 십자군의 원정기에 이사키오스 2세와 신성 로마 제국 황제 프리드리히 1세 (신성 로마 제국)의 관계가 악화되자, 페터르 4세와 아센은 1189년 니쉬에서 십자군에게 군사적 도움을 제공하였다. 1190년 이사키오스 2세는 터르노보로 다시 진군하여 포위하였으나, 북쪽으로부터의 쿠만족 지원군의 진군 소식을 듣고 후퇴하였다. 후퇴하는 동안 이사키오스 2세는 발칸 산맥의 통로를 점거한 아센에게 매복 공격당하였고, 이사키오스 2세는 많은 군대와 보물들을 잃어버리고 그의 아내와 간신히 탈출하였다.
1189년 비잔티움 제국에게 승리를 거둔 아센에게와 공동 황제 직위를 수여하였다. 이반 아센 1세는 터르노보를 다스리면서 비잔티움 제국과 싸웠고, 페터르 4세는 퇴위하지 않은 상태에서 프레슬라프로 은퇴하였다. 1196년 이반 아센 1세가 살해당한 후, 페터르 4세는 터르노보로 진군하여 찬탈자 이반코를 포위하였고, 이반코는 비잔티움 제국으로 도망쳤다. 이듬해인 1197년 페터르 4세 또한 암살당하였다. 제위는 그의 막내 동생인 이반(별칭 칼로얀)이 계승하였다.

## 참고 문헌
- John V. A. Fine, Jr., The Late Medieval Balkans, Ann Arbor, 1987.

## 같이 보기
- 페터르와 아센의 난
- 아센 왕조